# 异方差
異質變異數（英語：Heteroscedasticity），指的是一系列的随机变量間的方差不相同，相對於同質變異數（Homoscedasticity）。
当我们利用普通最小平方法进行回归估计时，常应用高斯-马尔可夫定理。其中假设误差项的變異數是不变的，而异方差是违反这个假设的。如果普通最小平方法应用于异方差模型，会导致估计出的方差值是真实方差值的偏误估计量，但是估計值是无偏的。解决方法包括对数处理、修改模型、加权最小二乘法、异方差稳健的标准误等。
计量经济学家罗伯特·F·恩格尔因他对存在异方差的迴歸分析的研究而获得2003年诺贝尔经济学奖，研究得出了自回归条件异方差模型（ARCH）。